# 앤드류 빌
앤드류 빌(Andrew Beal, 본명: 다니엘 앤드류 빌, Daniel Andrew Beal, 1952년 11월 29일 출생)은 미국의 은행가, 사업가, 투자자 및 아마추어 수학자이다. 그는 부동산과 은행업으로 부를 축적한 댈러스의 사업가이다. 미시간주 랜싱에서 태어나고 자란 빌은 빌 뱅크(Beal Bank), 빌 뱅크 USA 및 기타 계열사의 창립자이자 회장이다. 블룸버그 억만장자 지수(Bloomberg Billionaires Index)에 따르면 빌의 자산 가치는 2021년 12월 기준 94억 9천만 달러로 추산된다.
정수 이론가인 빌은 페르마의 마지막 정리를 수학적으로 일반화한 빌 추측으로도 유명하다. 그는 그 증거 또는 반증에 대해 100만 달러의 상금을 지원했다. 그의 은행은 국제 과학 및 엔지니어링 박람회와 연계하여 두 번의 연례 과학 및 기술 박람회를 후원한다. 빌은 2000년대 중반에 책의 주제가 되었던 몇몇 고위험 포커 게임에 참여했다.